# فيل سبنسر (مدير تنفيذي)
فيل إسبنسر (بالإنجليزية:Phil Spencer)، رجل أعمال أمريكي ومتخصص في تجارة ألعاب الفيديو لشركة مايكروسوفت، يعمل حالياً رئيساً تنفيذياً لشركة إكس بوكس التابعة للشركة الأم مايكروسوفت.

## المواقع الخارجية
- حسابه الرسمي في موقع تويتر
- Phil Spencer Xbox Live profile